# Reinhard Mehlhorn
Reinhard Mehlhorn (* 18. September 1948 in Steina bei Döbeln, heute Ortsteil von Hartha) ist ein ehemaliger deutscher Ringer, Trainer und jetziger Funktionär.
Er wuchs in Schneeberg im Erzgebirge auf und begann mit 10 Jahren bei Wismut Aue mit dem Ringen. Nach regionalen Erfolgen wechselte er zur SG Dynamo Luckenwalde und wurde 1966 DDR-Jugendmeister in der Klasse bis 57 kg, Freistil. 1967 wurde er DDR-Juniorenmeister und 1970 und 1971 DDR-Meister im Bantamgewicht, Freistil.
1972 startete er bei der Europameisterschaft im Freistilringen in Kattowitz im Bantamgewicht und belegte dort mit einem Sieg über Hatzioannidis, Griechenland, einem Unentschieden gegen Lászlá Klinga, Ungarn und einer Niederlage gegen Nicolae Dumitru, Rumänien, den 7. Platz.
Verletzungsbedingt musste er mit dem Ringen aufhören. Nach einem Fernstudium zum Diplom-Sportlehrer an der DHfK Leipzig erwarb er die Trainerlizenz und wurde 1986 Cheftrainer an der Kinder- und Jugend-Sportschule in Luckenwalde. Zuvor war er auch als Trainer im Senioren-Bereich der SG Dynamo Luckenwalde erfolgreich. So hatte er auch einen sehr großen Anteil am Vizeweltmeistertitel von Roland Dudziak 1985.
Nach der Wende 1990 stellte er sich dem Ringerverband Brandenburg, dessen Präsident er zeitweise war, als Funktionär zur Verfügung und war seit 1995 Landestrainer. Seit 2007 arbeitete er als Erzieher im OSP Frankfurt/Oder.
| Personendaten    | Personendaten      |
| ---------------- | ------------------ |
| NAME             | Mehlhorn, Reinhard |
| KURZBESCHREIBUNG | deutscher Ringer   |
| GEBURTSDATUM     | 18. September 1948 |
| GEBURTSORT       | Steina bei Döbeln  |